# Kronswarder und südöstlicher Teil des Großen Binnensees
Der Kronswarder und südöstlicher Teil des Großen Binnensees ist ein Naturschutzgebiet in der schleswig-holsteinischen Gemeinde Hohwacht im Kreis Plön.
Das rund 151 Hektar große Naturschutzgebiet ist mit der Nummer 154 in das Verzeichnis der Naturschutzgebiete des Ministeriums für Landwirtschaft, Umwelt und ländliche Räume eingetragen. Es wurde Ende 1990 ausgewiesen (Datum der Verordnung: 13. Dezember 1990). Das Naturschutzgebiet ist Bestandteil des FFH-Gebietes „Strandseen der Hohwachter Bucht“ und des EU-Vogelschutzgebietes „Östliche Kieler Bucht“. Es grenzt an das Landschaftsschutzgebiet „Ostseeküste auf dem Gebiet der Gemeinden Behrensdorf und Hohwacht, des Großen Binnensees, des Unterlaufs der Kossau und Umgebung“. Zuständige untere Naturschutzbehörde ist der Kreis Plön.
Das Naturschutzgebiet liegt östlich von Kiel an der Hohwachter Bucht. Es stellt den südöstlichen Teil des Großen Binnensees, einer ehemaligen Bucht der Ostsee, einen Teil des Mündungsbereichs der Kossau und einen Teil des Kronswarder, früheren Flussinseln, die infolge der künstlichen Abtrennung des Sees von der Ostsee in der zweiten Hälfte des 19. Jahrhunderts mit der Nehrung zwischen dem Großen Binnensee und der Ostsee zusammengewachsen sind, unter Schutz. Das Naturschutzgebiet wird vom Großen Binnensee mit seinen naturnahen bis natürlichen Uferbereichen geprägt. An die Uferbereiche schließen sich insbesondere auf dem Kronswarder Verlandungszonen mit ausgedehnten Schilfgebieten an. Die Uferbereiche im Südosten des Sees grenzen an bewaldete Hangbereiche der sich an den See anschließenden Moränenlandschaft.
Die Schilfbereiche im Naturschutzgebiet sind u. a. Lebensraum von Rohrsängern, Bartmeise, Rohrschwirl und der Rohrdommel. Das Naturschutzgebiet beherbergt auch eine Kormorankolonie. Der Große Binnensee ist ein bedeutendes Nahrungs-, Mauser- und Überwinterungsgebiet für Wasservögel. Das Naturschutzgebiet wird vom Landesverband Schleswig-Holstein des Naturschutzbundes Deutschland betreut.